# Свободная территория Триест
Свободная территория Триест, или Свободное государство Триест (итал. Territorio libero di Trieste, словен. Svobodno tržaško ozemlje, хорв. Slobodni teritorij Trsta) — подмандатная территория ООН на территории исторического города-государства в Южной Европе, расположенного между северной Италией и Югославией.

## История территории

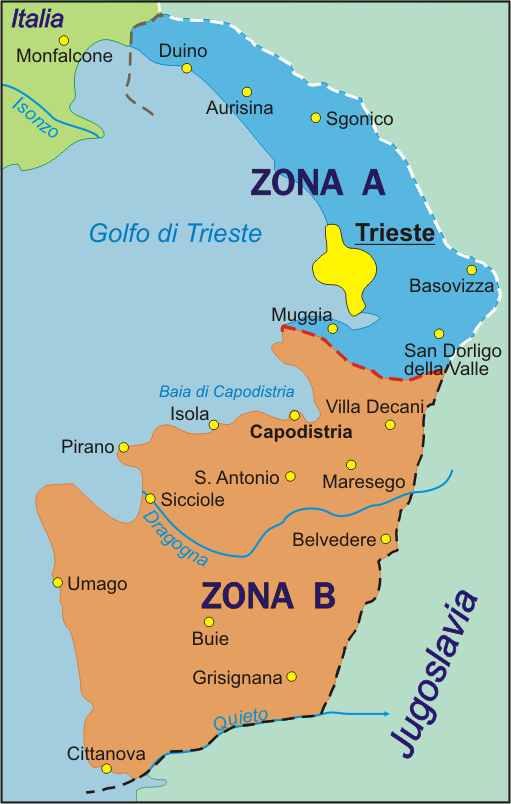
Карта территории

С 1382 года Триест и прилегающие территории находились в составе Австрии и имели смешанное население, состоящее в основном из итальянцев в городе и словенцев и хорватов в сельских пригородах. В 1921 году Италия аннексировала Триест, где после установления фашистского режима начались репрессии против славянского населения, вызвавшие ответную террористическую деятельность со стороны организации ТИГР. В 1943 году после капитуляции Италии город был оккупирован Германией, а 1 мая 1945 года освобождён одновременно частями югославской и британской армий.
Территория была учреждена 15 сентября 1947 Советом безопасности ООН согласно условиям мирного договора с Италией с целью сохранить равновесие в этом многонациональном регионе и снизить риск территориальных претензий между Италией и Югославией. Управление территорией осуществлялось военными губернаторами, назначенными странами, руководящими миротворческими силами на территории. Была разделена по линии Моргана на англо-американскую зону A (город Триест и прилегающие прибрежные районы) и югославскую зону B (часть истрийского побережья). 5 октября 1954 года в Лондоне был подписан договор, по которому зона A была присоединена к Италии, а зона B к Югославии. В 1975 территория была формально распущена по договору в Озимо.
Территория, не являясь независимым государством, имела свою валюту (триестская лира, фактически итальянская лира в зоне A и «юголира» в зоне B) и почтовые марки.
По состоянию на 2009 год территория зоны A входила в состав итальянской провинции Триест, а зона B разделена между Словенским Приморьем и хорватской жупанией Истрия.

## Экономика
Бюджет пополнялся с помощью туризма. Был построен батискаф «Триест».